# Arthur Versiani Vellôso
Arthur Versiani Vellôso (Ouro Preto, 26 de janeiro de 1906 – Belo Horizonte, 11 de fevereiro de 1986) foi um filósofo kantiano e co-fundador da Faculdade de Filosofia, Ciências e Letras da UFMG (hoje Fafich) onde, em 1948, obteve a cátedra de filosofia, que exerceu até a aposentadoria compulsória, em 1976.
Graduou-se em Direito pela UFMG, onde também se doutorou, e estudou filosofia no Instituto Católico de Estudos Superiores, no Rio de Janeiro.
Foi um dos fundadores da Faculdade de Filosofia, Ciências e Letras da UFMG (hoje Fafich) onde, em 1948, conquistou a cátedra de filosofia, que exerceu até a aposentadoria compulsória, em 1976. Publicou inúmeros livros, entre eles "A Filosofia e Seu Estudo" (Agir, 1947), "Introdução à História da Filosofia" (Agir, 1947), e "A Vida de Kant" (Itatiaia, 1956).
Foi também autor de várias traduções e artigos em jornais e revistas especializadas, uma das quais Kritérium, criada na Fafich sob sua inspiração. Era membro da Academia Mineira de Letras (cadeira nº 18). Faleceu 11 de fevereiro de 1986.